# Jeunesse athlétique de Saint-Ouen
Maillots
La Jeunesse athlétique de Saint-Ouen (abrégée JA Saint-Ouen et parfois appelée de façon erronée Jeanne d'Arc de Saint-Ouen) est un club de football français, fondé en 1897 à Saint-Ouen dans le département actuel de la Seine-Saint-Denis. Il disparaît en 1945 lors de la fusion de tous les clubs audoniens au sein des « Sports Olympiques Audoniens ».

## Histoire
La Jeunesse athlétique de Saint-Ouen est fondée en 1897.
En 1908 et 1909, le club remporte le championnat de France de la Fédération des sociétés athlétiques professionnelles de France (FSAPF),. Quelques jours avant son second sacre de 1909, le club annonce sa décision d'adhérer à la FCAF. Quand la FCAF constate le forfait de son champion en titre, le Star Club caudrésien, pour défendre ses couleurs pour le Trophée de France 1909, elle décide d'inscrire la JA de Saint-Ouen en remplacement. L'AS Bons Gars de Bordeaux, championne de France de la FGSPF, refuse la rencontre, de sorte que les Audoniens sont désignés vainqueur du Trophée de France en juin, sans jouer. 
En 1911, la JA remporte le championnat FCAF, qualificatif pour le Trophée de France 1911, mais s'y incline face au Cercle athlétique de Paris, champion de la Ligue de football association, fondée un an plus tôt.
En 1919-1920, pour la 3e édition de la Coupe de France, la JA s'incline en 16e de finale face à son rival local, le Red Star FC (0-1). L'année suivante, alors qu'il évolue en Division 2 de Paris, le club écarte le Stade roubaisien, le SC Tourcoing, Le Havre AC, le finaliste de l'année passée, et ne s'incline qu'en 8e de finale, à Lyon, face à l'AS Cannes (4-6). En 1925-1926, la JA atteint de nouveau les seizièmes de finale après avoir écarté le club du Bourget et le RC Roubaix, mais perd contre l'US Quevilly (1-3).
En 1945, la nouvelle municipalité communiste de Saint-Ouen décide de fusionner les différents clubs sportifs de la ville au sein des « Sports Olympiques Audoniens ». Un an plus tard, les SO Audoniens fusionnent à leur tour avec le Red Star Olympique pour donner naissance au Red Star Olympique Audonien.

Photographies de la JA Saint-Ouen
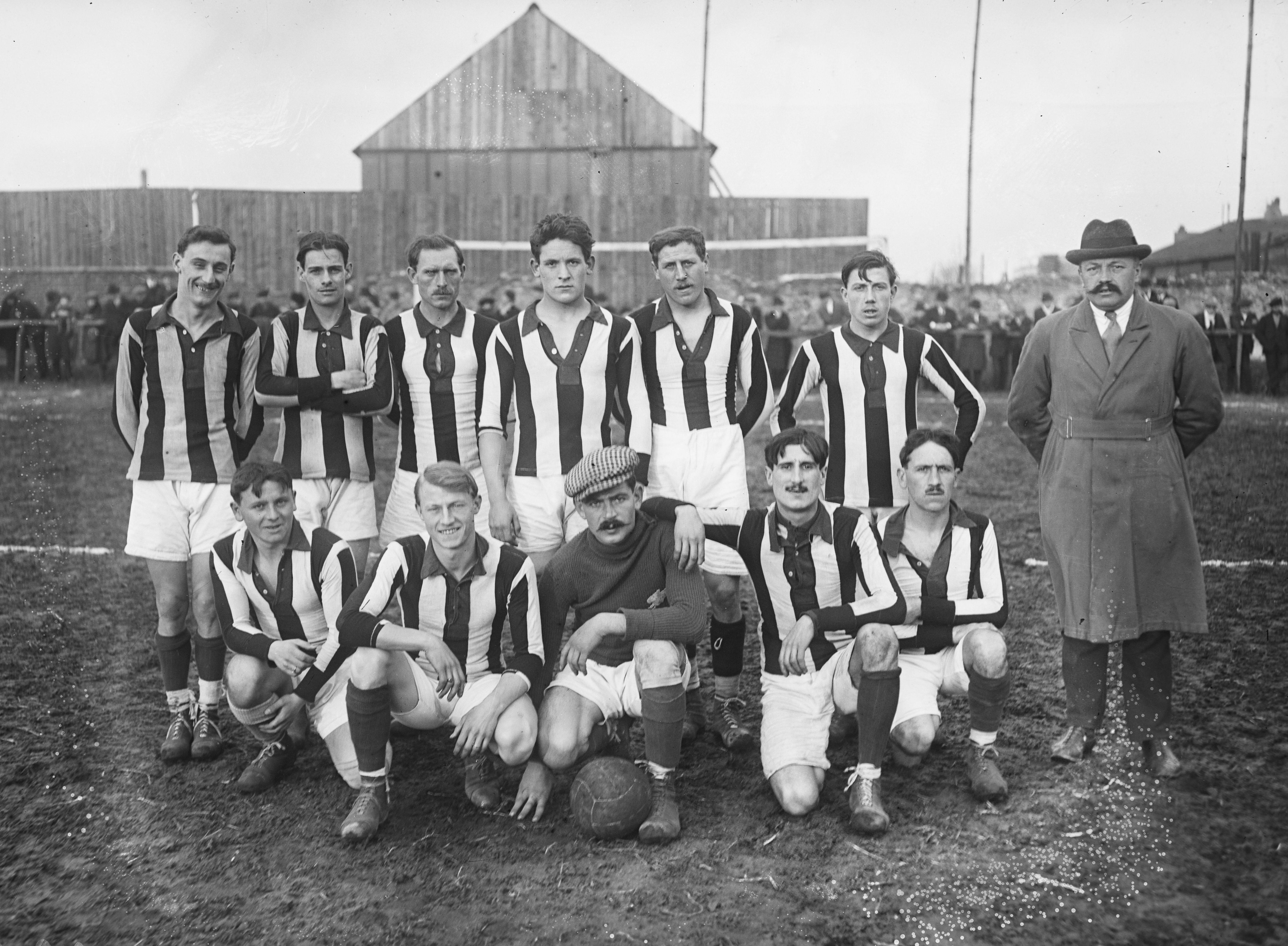
JA Saint-Ouen le 5 décembre 1920.
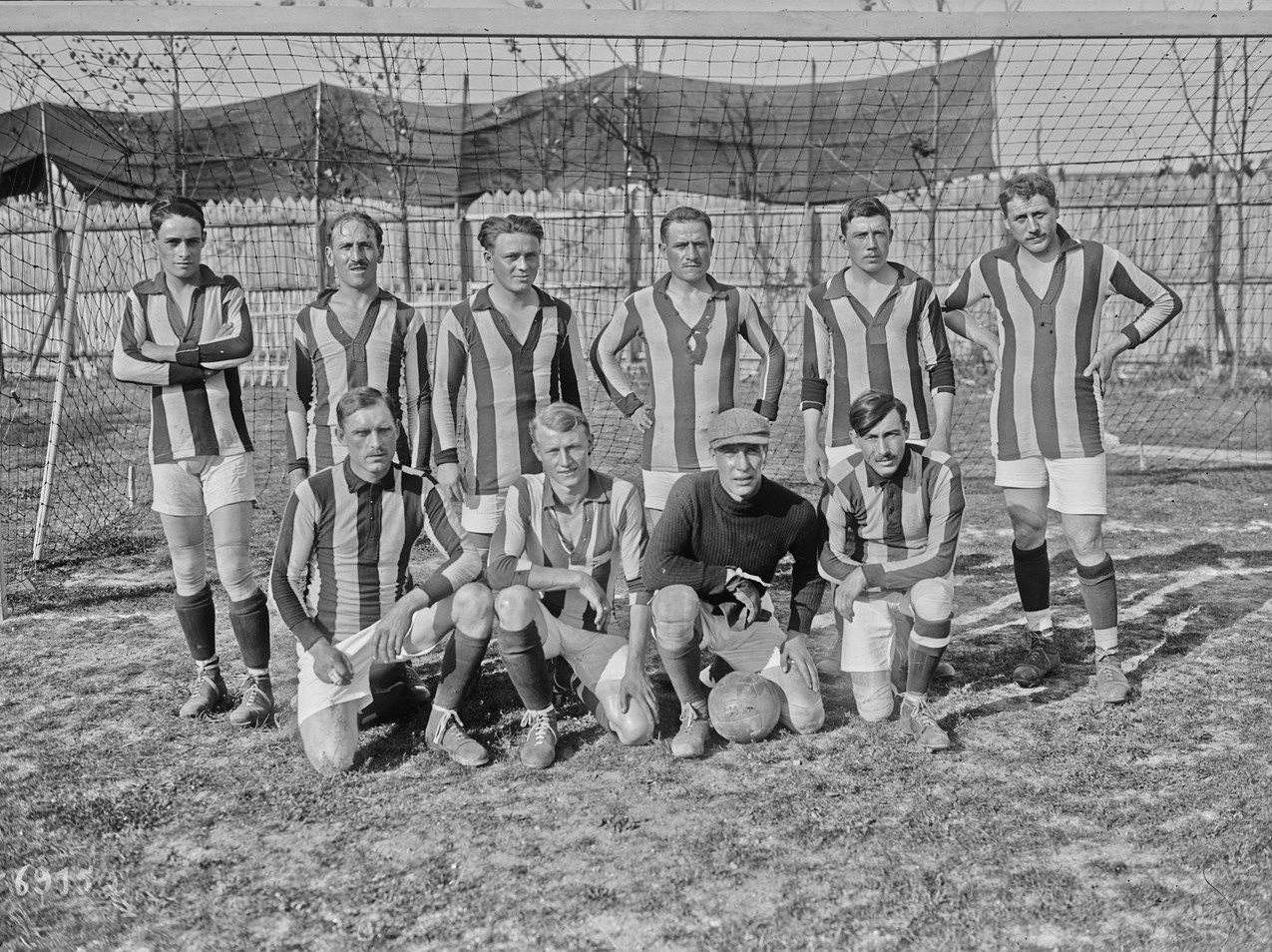
JA Saint-Ouen le 2 octobre 1921.
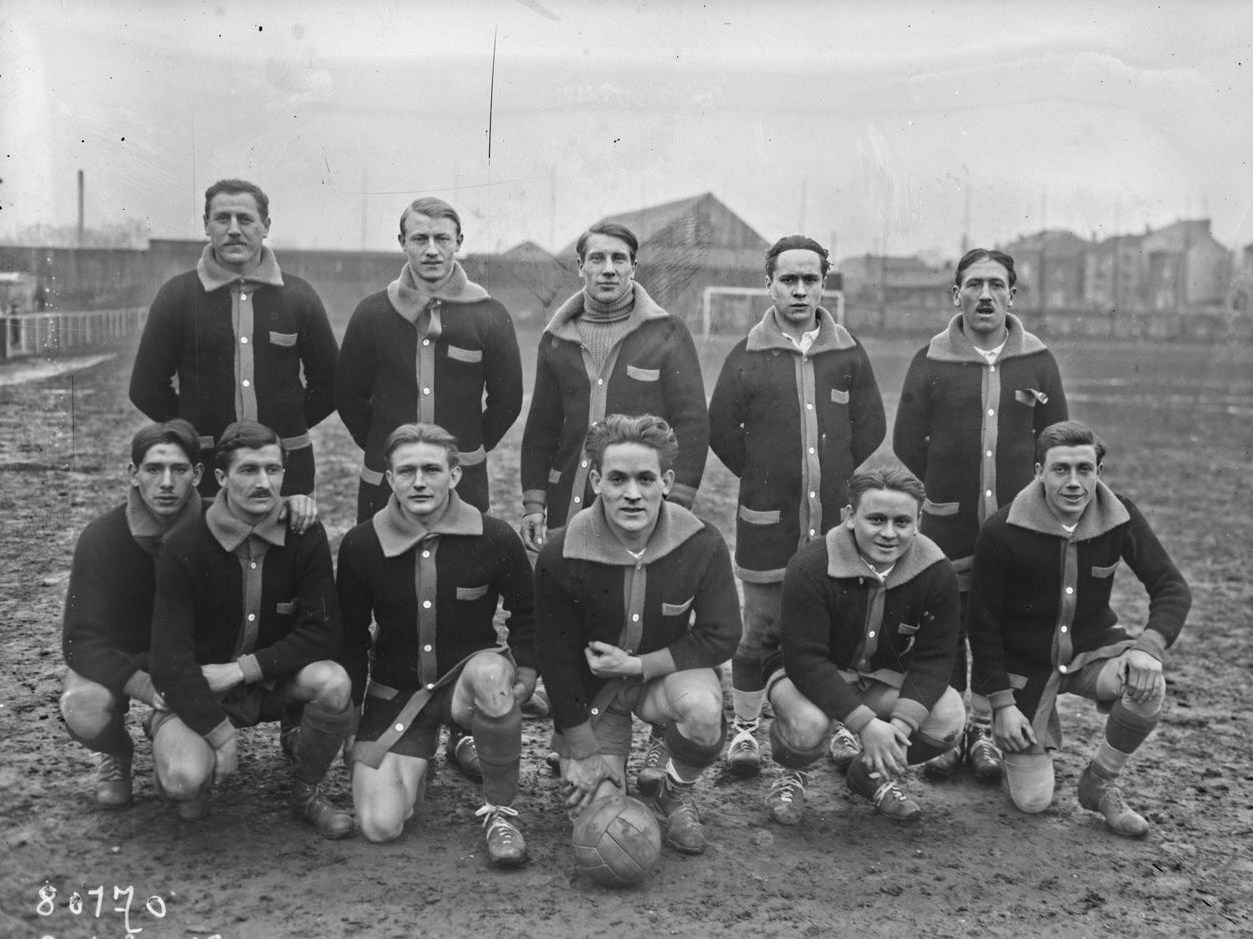
JA Saint-Ouen le 17 décembre 1922.

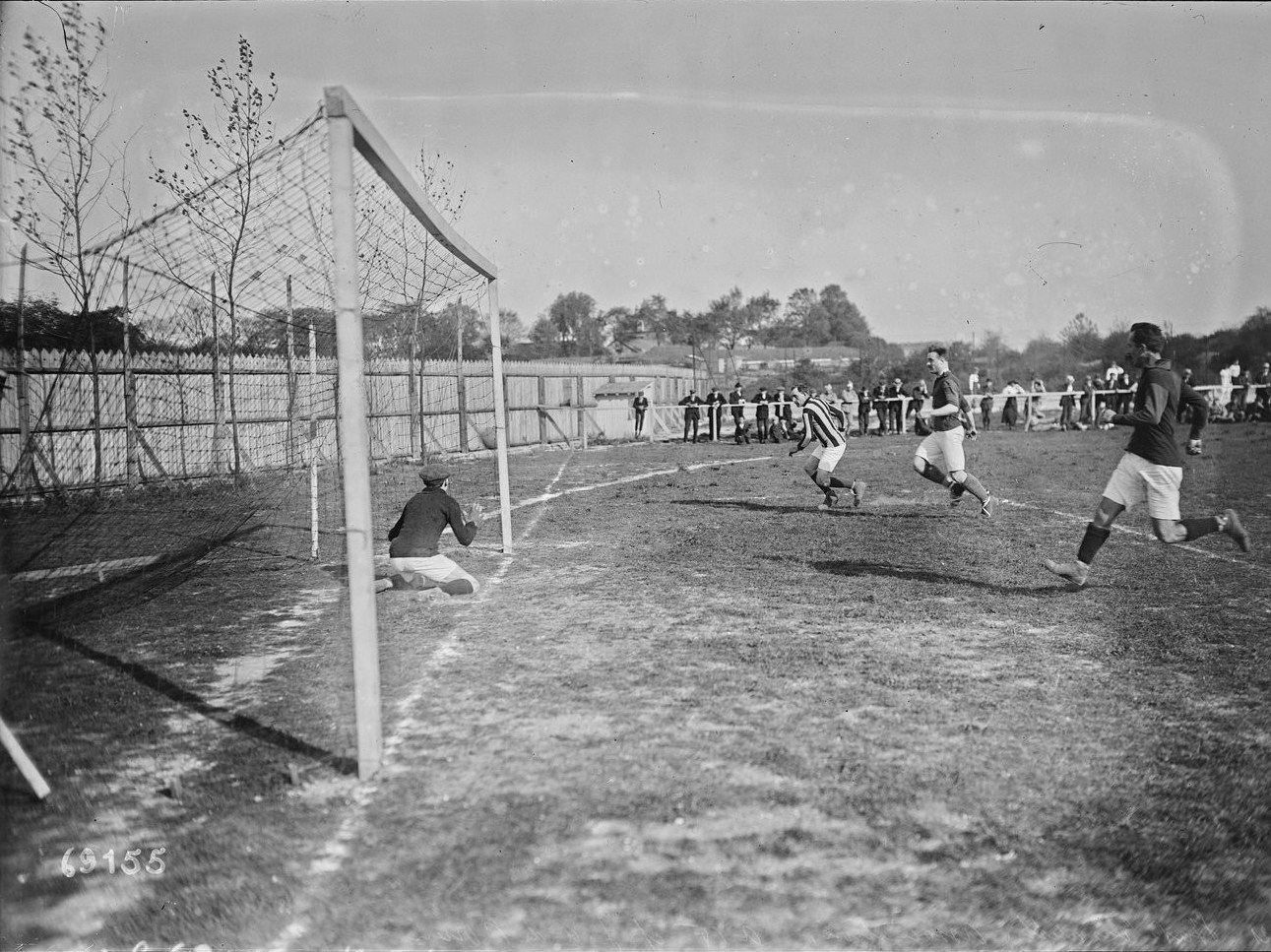
Match AS française contre JA Saint-Ouen le 2 octobre 1921.
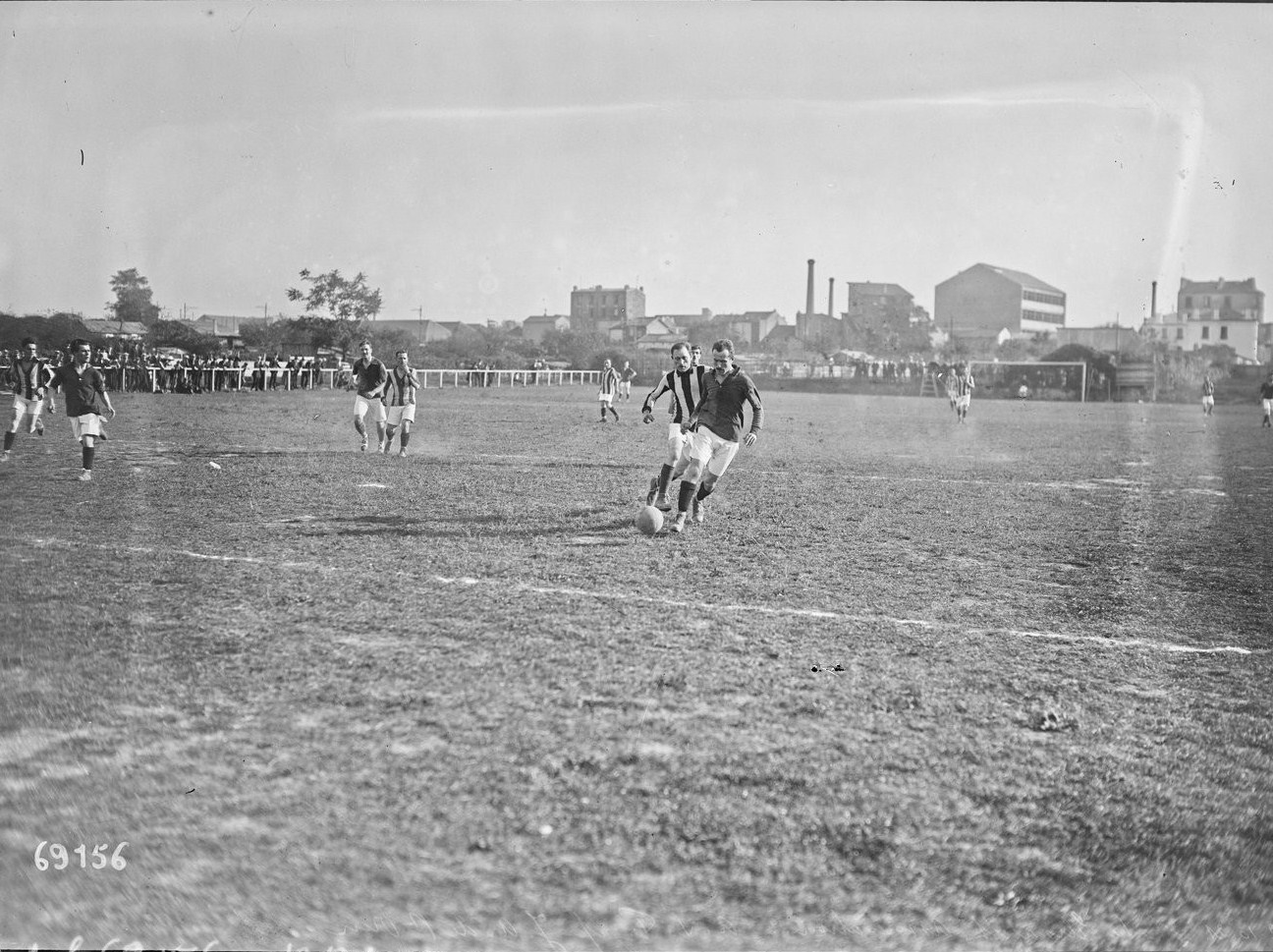
Match AS française contre JA Saint-Ouen le 2 octobre 1921.

## Couleurs
Le club jouait en 1917 avec un maillot rayé rose et noir.

## Stade
Pendant toute son existence, la JA est résidente d'un stade se trouvant rue du Landy à Saint-Ouen, à quelques centaines de mètres au nord du Stade Bauer, utilisé par les rivaux du Red Star FC.

## Joueurs emblématiques
Le club compte dans ses rangs deux internationaux français : Émile Lesmann, sélectionné une fois en 1912, mort au combat en 1914, Paul Hoenen sélectionné une fois en 1923. 
Formé au club Louis Darques, sera sélectionné à neuf reprises entre 1919 et 1923, alors qu'il joue pour l'Olympique de Paris.

## Palmarès
- Vainqueur du Trophée de France 1909
- Vainqueur du Championnat de France de football FSAF en 1908 et 1909
- Vainqueur du Championnat de France de football FCAF en 1911